# Riz au lait

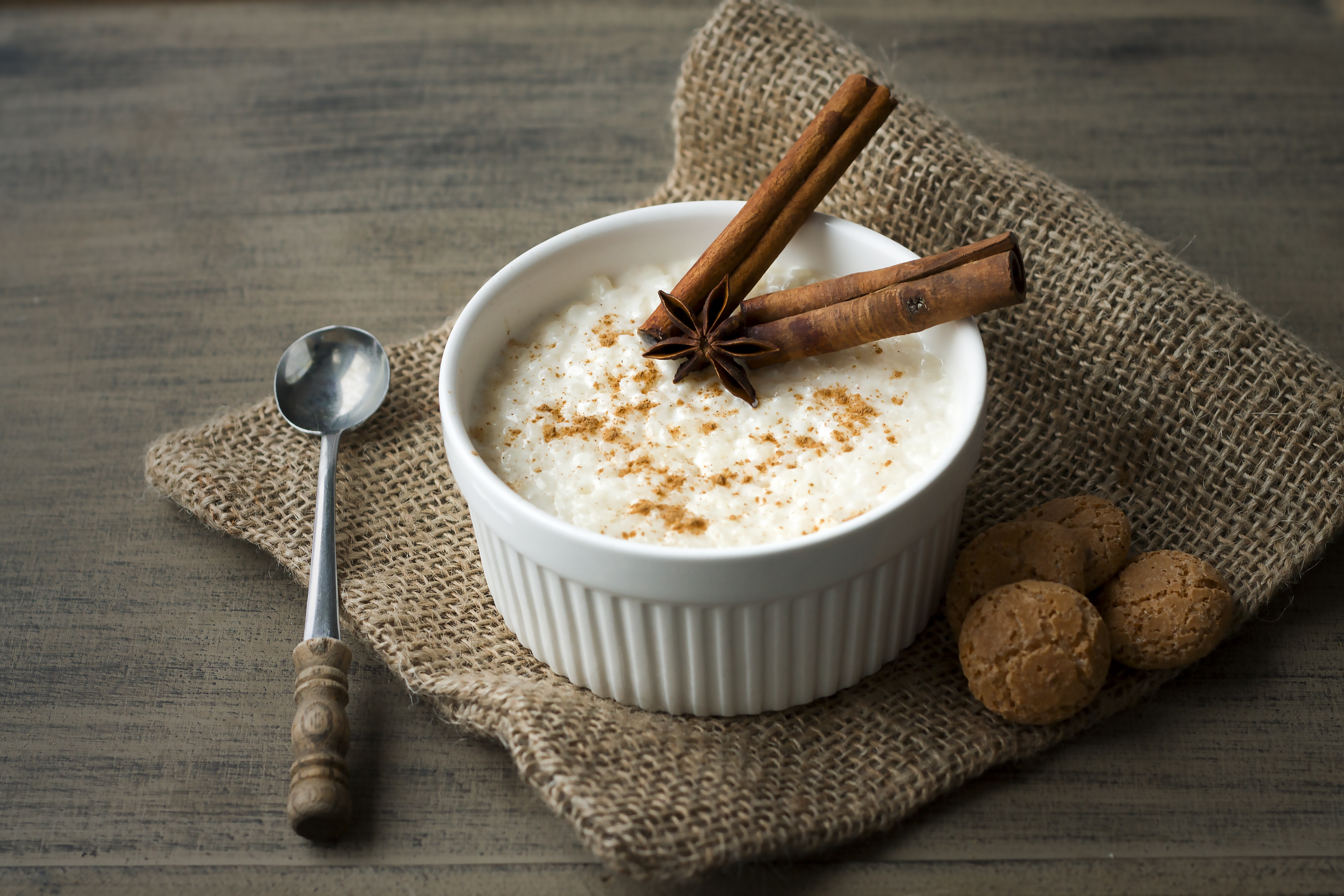
Riz au lait (Macédoine).

Le riz au lait est une spécialité culinaire sucrée composée au moins de riz cuit dans du lait puis sucré. Il est souvent aromatisé à la cannelle ou à la vanille, complété d'œufs battus, nappé de caramel, parfumé à l'eau de rose, accompagné de raisins secs.

## Prononciation

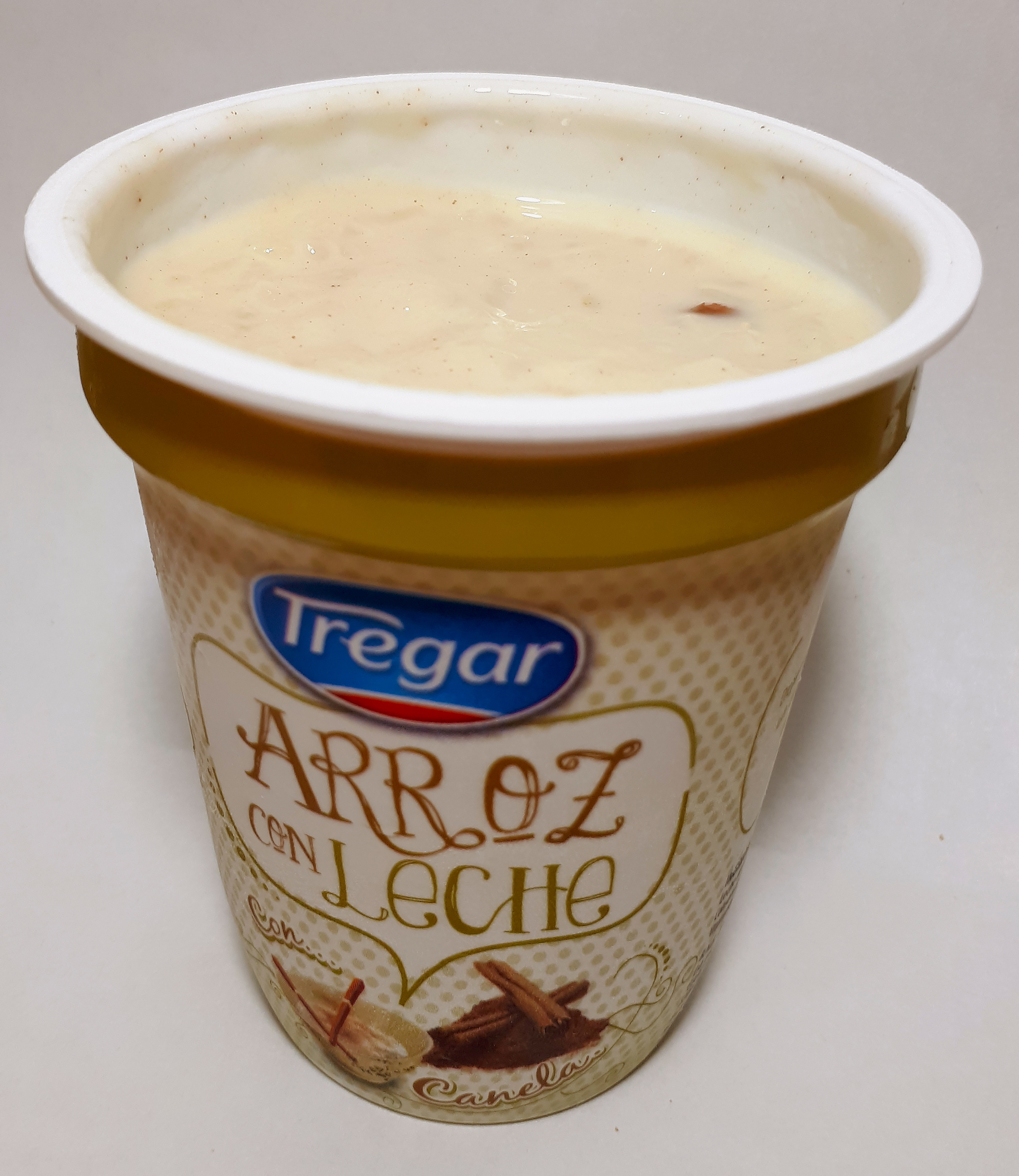
Pot d'une marque commerciale argentine de riz au lait industriel (avec de la cannelle).

On ne fait pas de liaison avec le z final de riz (comme celui de nez): riz au lait se prononce riz au lait  \ʁi o lɛ\  ri o lé.

## Dénomination
Dans les langues indo-européennes le terme est souvent composé des mots riz et lait : allemand Milchreis, arabe أرز بالحليب "riz avec du lait", italien risolatte, espagnol arroz con leche, grec Ρυζογαλο, persan شیربرنج Shir Berenj (on dit aussi soupe de lait, il est aromatisé à l'eau de rose dans toute l'Asie centrale avec des dénominations proches chir brentch en tadjik ou chir gurtch en en kirghiz), portugais arroz de leite,.
On parle aujourd'hui de pudding au riz (dessert, aussi dessert sucré, cuit et collant) : anglais rice pudding, phonétiquement transcrit en chinois 米布丁 (Mǐ bùdīng) ou en japonais ライスプディング (Raisu pudingu) rice pudding, en hébreu פודינג אורז "pudding de riz", en russe Рисовый пудинг (Risovyy puding). Certaines formes utilisent sucré, crème ou bouillie à côté de riz : portugais arroz-doce riz sucré, italien cremariso, allemand Reisbrei.
Dans les pays arabes, mouhallabié ou ses variantes désignent parfois des formes de riz au lait : ainsi en Algérie, m'helbi est un riz au lait à la cannelle et à l'eau de fleur d'oranger.

## Histoire

### Une recette centre-asiatique promue par les arabo-andalous
Le riz au lait est une recette originaire d'Eurasie, on a tracé le riz cuit au lait sucré en Asie centrale comme nourriture des chevaux chez les Mongols ou dans Le Livre des Rois, un poème épique retraçant l'histoire de l'Iran écrit aux alentours de l'an 1000 par Ferdowsi comme nourriture d'un ver mythique, .
Le riz était considéré comme une médecine par l'antiquité romaine, le riz au lait l'était toujours chez les Byzantins du Ier au VIIe siècle,,. Le riz au lait d'amande saupoudré de cannelle qui fut servi à Louis IX, en route pour la croisade, en 1248 à Sens d'après la chronique du frère Salimbene était un blanc-manger, fait d'ingrédients blancs - riz, lait, amandes, poulet - et de gélatine, et qui n'est pas un riz au lait comparable au nôtre ou à celui des Arabo-Andalous de la même époque. Il n'était généralement pas sucré. Cet entremets (et non dessert) connu une vogue en Europe occidentale du XIIIe au XVe siècle, on lui attribuait des effets médicaux. Il ne faut pas le confondre avec le riz d'amandes, riz au lait très gras à l'huile d'amande obtenue par pressage d'amandes pilées - crème très délicate - des juifs de Bayonne.
Certains auteurs voient l'origine du riz au lait en Inde où le kheer (sanskrit, ksheera (क्षीर) lait, est attesté au XIIe siècle. Les recettes du riz au lait comme nous le connaissons apparaissent plus tôt dans la cuisine arabe du Moyen Âge. Ibn Sayyar al-Warraq à Bagdad au Xe siècle donne un riz cuit au lait saupoudré de sucre. Au XIIIe siècle, le Kitâb al-wusla ilâ l-habîb dit du riz au lait fermenté que «sa réputation est telle qu'il n'est pas nécessaire de la présenter » (avec un peu de cumin revenu dans la graisse et de la cannelle). Son contemporain occidental l'anonyme andalou décrit un riz au miel trempé une nuit dans l'eau, cuit au lait et au miel, « on fait un trou au centre qu'on remplit de beurre, de sucre pilé et de cannelle» (l'Anonyme donne également un riz sucré dilué proche d'un congee). 

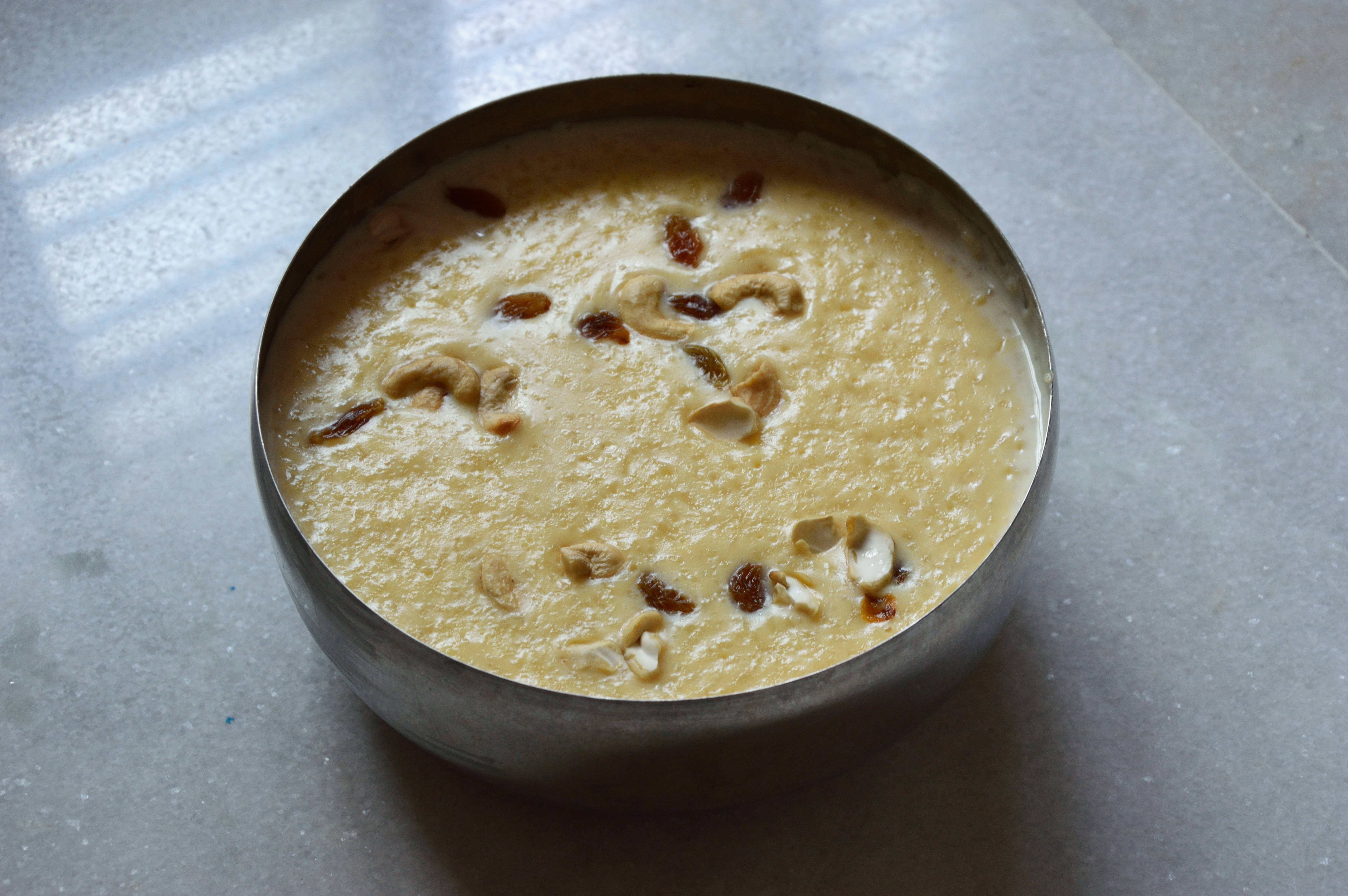
Avec des raisins secs et des noix.

À l'inverse du blanc-manger, les mentions du riz au lait sous la forme actuelle sont rares à la Renaissance, y compris en Italie qui cultive le riz en Lombardie où des bouillies à la farine de riz sont mentionnées,,.
Madeleine Ferrières traduit un passage du De re cibaria (écrit entre 1530 et 1547) écrit par le médecin de François Ier, Jean Bruyérin-Champier, qui donne un véritable riz au lait à vocation de soigner la maigreur : «On s'est imaginé que le riz fait grossir [...] A la cour et dans les grandes villes, certaines dames trop maigres mangent du riz très souvent [...] en le prenant avec du lait et beaucoup de sucre ». Jusqu'à la fin du XVIIIe siècle il figure principalement dans les formulaires pharmaceutiques pour humains ou animaux, les régimes de diète,. En 1615, Gervase Markham donne un recette de Whitepot qui a tout d'un riz au lait moderne avec crème, œufs et eau de rose. On trouve parmi les huit manières de préparer le riz en France, en 1787, une recette de riz à la chancelière (qui serait la Chancelière de Ponchartrain) chez Pierre-Joseph Buc'hoz, qui est celle de notre riz au lait (sans œuf),. Avec l'Empire, la campagne d'Égypte, en 1806 le chef André Viard donne une première recette canonique dans son Cuisinier Impérial : riz doucement cuit dans du lait, « sans qu'il ne soit en pâte », sucre en fin de cuisson, quelques grains de sel. Il le qualifie de potage. Et Savary dit dans sa grammaire de la langue arabe (1813) « mon frère, le riz au lait est excellent quand on y mêle du musc et de l'ambre gris ».

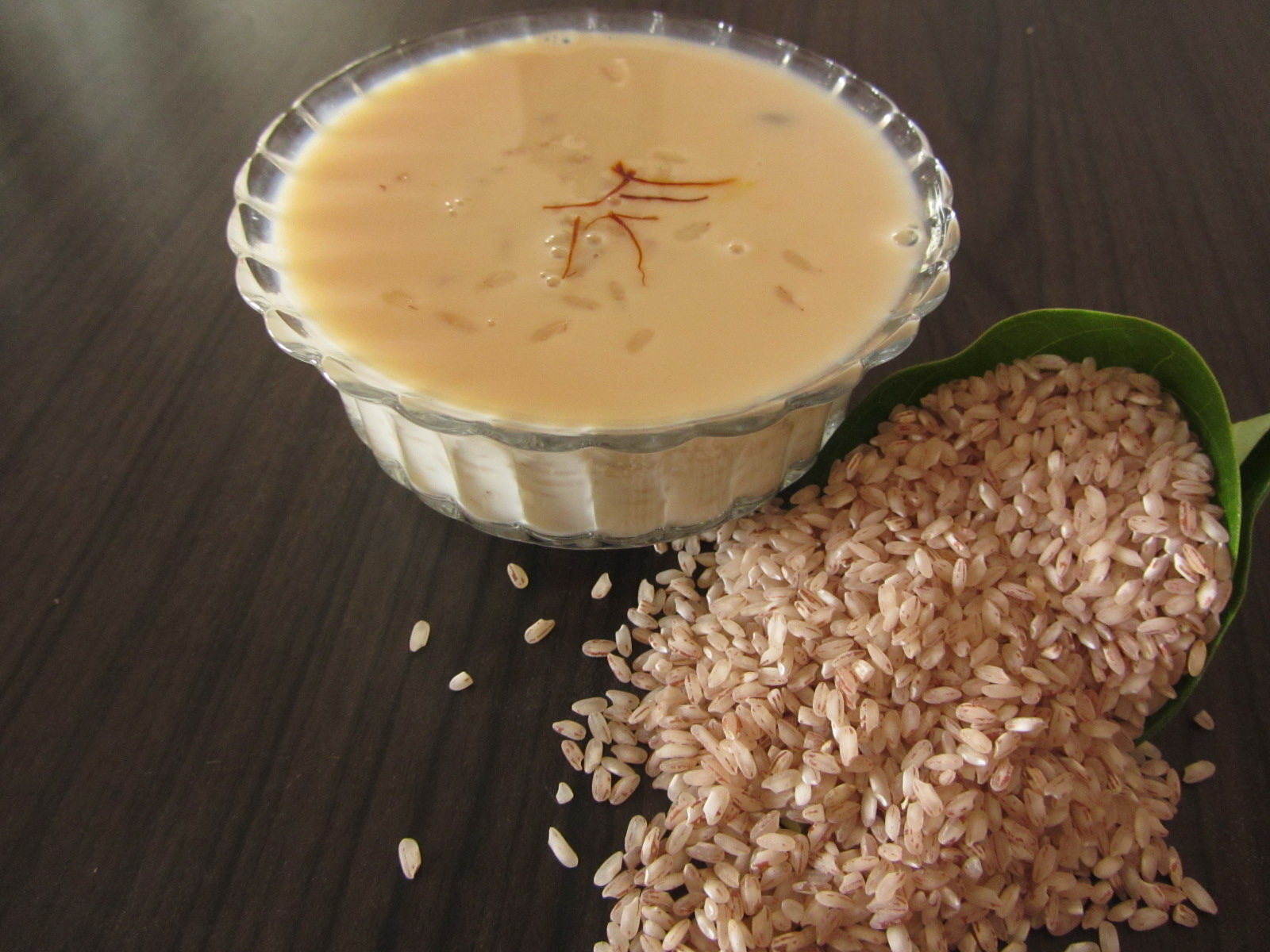
Au safran (Paal payasam du Kerala).

### Le riz au lait actuel naît auXIXesiècle
Dans la cuisine française, il faut attendre la seconde moitié du siècle pour que le riz au lait perde progressivement son statut de potage roboratif (qu'il est encore chez Jules Gouffé en 1870) ou de gâteau de riz au lait et de farine pour celui de dessert : en 1868, La Cuisine classique d'Urbain Dubois entoure un riz au lait à la vanille de pommes meringuées nappé de sauce abricot, recette qu'on trouve chez Carême dès 1815 mais avec un riz cuit à l'eau,,. En 1869, La Maison rustique des dames le parfume de citron, d'eau de fleur d'oranger et propose de l'aromatiser au café noir ou au chocolat,.
La fin du siècle normalise les usages : 
- le riz Condé, à la Condé ou Condé (qui n'a rien à voir avec le potage de riz à la Condé) est un riz au lait avec beurre et jaune d'œuf[34],[35]. On le sert avec une garniture de pommes et poires cuites ou avec de la compote d'abricot (abricots à la Condé)[36],[37].
- le riz à l'impératrice (Urbain Dubois 1864, Jules Gouffé, 1867), riz glacé additionné de meringue et d'un salpicon de fruits confits, poires, ananas, abricots, reine-claude, cerises.
- rarement cité le riz à la Dauphine est un riz au lait avec des macarons amers, lié à l'œuf, s'aromatise au cédrat[38].

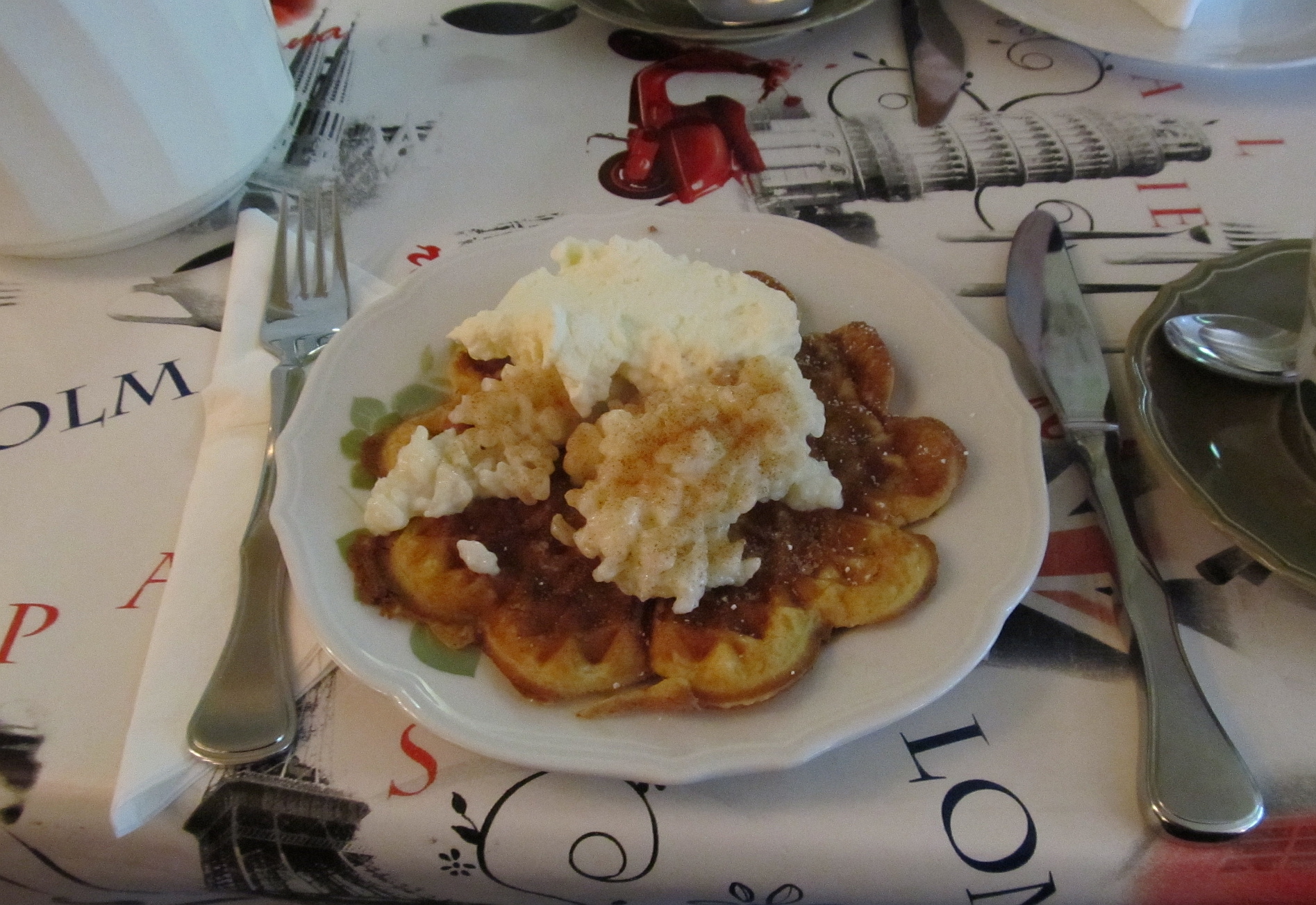
Sur une gaufre.

Escoffier (1927) fixe les combinaisons : riz au lait simple (bâton de vanille ou zeste de citron, cuisson à l'entrée du four, servi avec une compote de fruits), riz au lait lié au jaune d'œuf (lié au jaune d'œuf et à la crème après cuisson), pêches à la Condé (aromatisée au kirsch et avec fruits rouges), pêche impératrice, pommes meringuées (riz au lait sur une compote de pomme avec meringues, finition au four).
Le riz au lait n'évolue plus, les contemporains donnent du riz au lait au Nutella ou au thé, à la noix de coco,. Pierre Perret retrouve le précepte andalou : sucrer en fin de cuisson (sinon il ne cuira pas). Alain Ducasse le sert avec une crème anglaise. Julie Andrieux a une cuisson parfaitement classique.
Le gâteau de riz est chez les francophones une pâtisserie faite à partir de riz au lait.

### Riz au lait mondialisé
De nos jours, le riz au lait est entré dans l'ère de la consommation. Les grands groupes agroalimentaires spécialisés dans les desserts lactés, Nestlé, Unilever, Danone, etc. ont inscrit le riz au lait en petits pots, prêt à consommer dans leurs gammes, il est promu par les industriels du lait,,. Ces riz au lait sont souvent à la vanille ou au caramel, de plus en plus bio, vegan, sans lactose. Les marques de riz proposent des mélanges prêt à cuire avec cannelle et raisin sec chez Uncle Bens. En Asie du sud, les kheer prêt à cuire sont un mélange de riz et de noix, amandes et pistaches. Les bloggeuses créatives créent des mélanges originaux (au Carambar, à la Fraise Tagada, aux spéculos...).

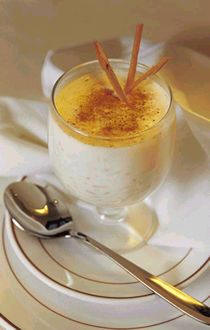
Dans un verre.

## Préparation

### Les ingrédients

#### Le riz
On utilise un riz rond ou demi long. Les malais aiment le tapai de riz glutineux fermenté avec des levures cuit au lait de coco, il se fait aussi avec du tapioka (le tapioka au lait se cuit plus longtemps que le riz au lait),. Le riz au lait thaï se fait au riz au jasmin[réf. nécessaire]. En Inde le Dudhapak se fait au riz basmati. En Chine, le Put chai ko se fait de riz long - comme par le passé en Europe.

#### Le lait
En dehors du lait de vache, on utilise de lait de chèvre (Italie), de chamelle (Raika du Rajastan), du lait de yack, lait de buffle tibok-tibok aux Philippines,,. Les amateurs préfèrent le lait entier. Le lait concentré sucré se voit dans certaines recettes. Les laits végétaux se substituent aux laits animaux : lait de coco (Birmanie), de soja,... Le riz au lait d'amandes se fait d'amandes pilées mélangées dans du lait de vache, le tout est pressé et l'extrait ajouté au riz.
L'utilisation de lait fermenté se rencontre en Asie, de lait caillé en Russie, le riz au lait fermenté est un probiotique puissant,.
L'Ami du peuple recommande de laisser une quantité de lait assez grande quand on retire du feu car en refroidissant il absorbera ce lait ce qui le rendra moelleux.

#### Les arômes et garnitures
Zeste de citron, d'orange, de pamplemousse, de clémentine, de bergamote, combava et lime avec le lait de coco, vanille, cannelle, muscade, lavande, gingembre, rose, rhum, cognac, safran, caramel, cardamome donnent de la saveur,,. Tous les sucres sont permis, les mélasses de canne, de grenade...
Fruits secs (raisin sec, datte, etc.), amandes (dans tous les riz au lait de Carême) et noix (noix, noix de coco, pistache, noisette, figue), fruits frais (pêche, pomme, banane, potiron, framboise, fraise, myrtille, etc.), la rhubarbe pour la texture, et pour le nappage sirop d'érable, miel, chocolat, confiture, caramel, gelée et sirop de fruits,.

et les combinaisons : riz au lait de coco avec mangue fraiche ; riz au lait granité, de pêches et muscat de Beaumes-de-Venise (Pierre Herme),. 

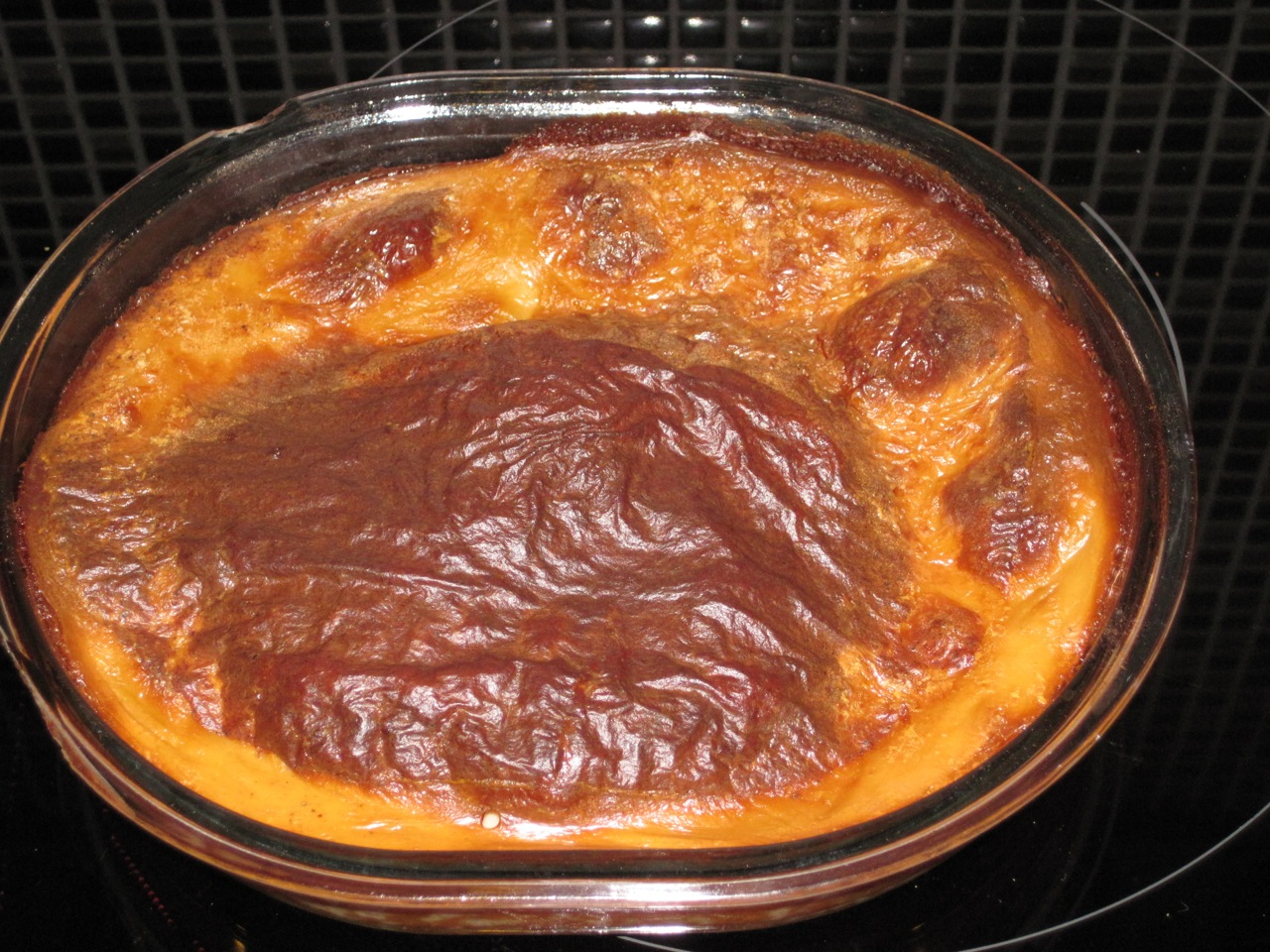
Cuit au four.

### La cuisson et la dégustation
Avant la cuisson dans le lait, le riz est lavé puis blanchi à l'eau bouillante salée, opération qui le rend plus moelleux,. Après avoir été égoutté on le cuit à feu doux dans du lait avec vanille, zeste d'agrumes etc. et du beurre. Le sucre, parfois du lait froid, du jaune d'œuf, de la crème sont ajoutés en fin de cuisson hors du feu. Le riz au lait se sert tiède ou froid.

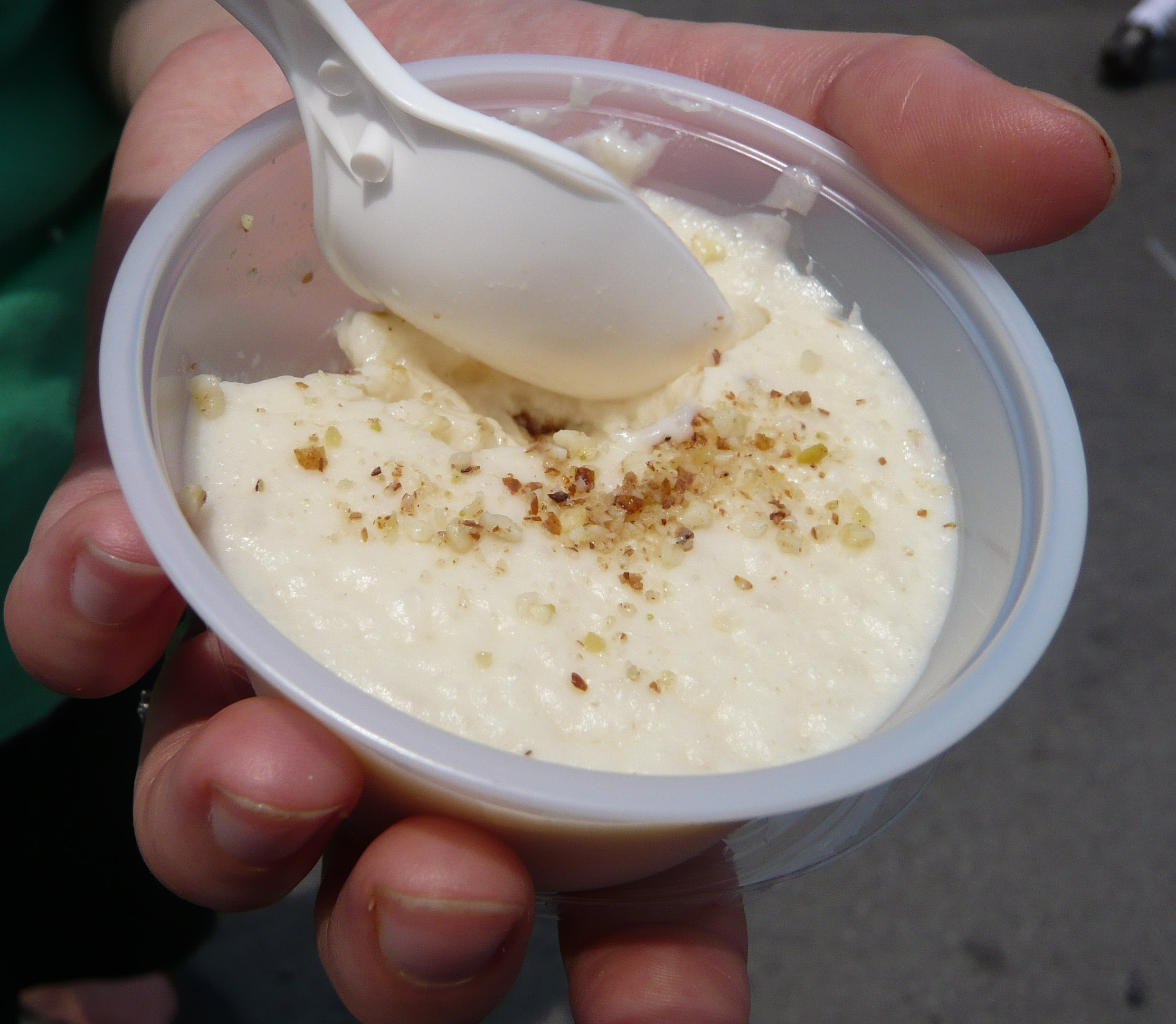
Kheer, riz au lait indien.

## Accommodation du riz au lait de par le monde
Le riz au lait connait une riche diversité, cet inventaire est un survol des variantes qui présentent un intérêt gustatif.

### Afrique
En Égypte, الارز_المعمر (al arzi_almeamar), le riz Meamar est cuit avec du lait, de la crème, du poulet, des épices, du sucre, des noix et des fruits secs dans un plat en terre.

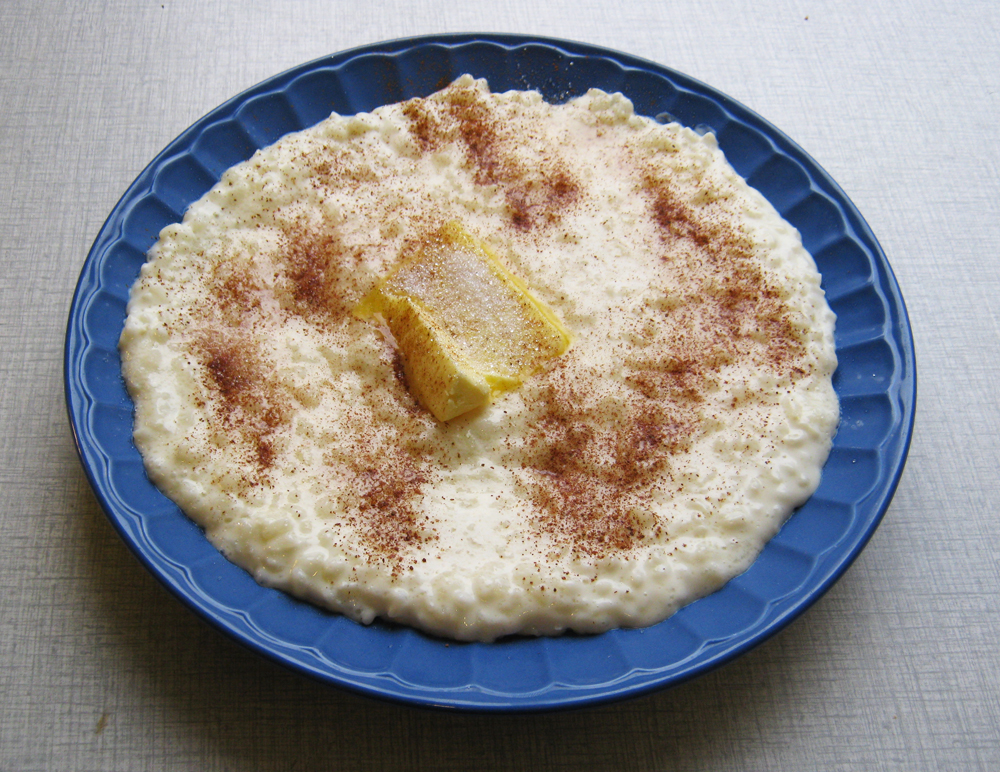
Bouillie de riz norvégienne (cannelle, sucre et beurre), pour le repas, le riz au lait du dessert est crémé, sans beurre ni cannelle.

Le sombi (Sénégal, Mali, etc.) est un riz au lait crémeux préparé en ajoutant en fin de cuisson du lait caillé, de la crème, du yaourt ou du fromage blanc, dans certaines versions du lait condensé non sucré et du sucre vanillé,.

### Amérique
Le arroz zambito péruvien (riz au lait sucré à la panela ou pain de vezou, pain de sucre de canne et des noix), le riz au lait y est également servi nappé de mazamorra morada (bouillie de maïs violet, d'épices et de fruits).

### Asie

#### Asie orientaleetméridionale

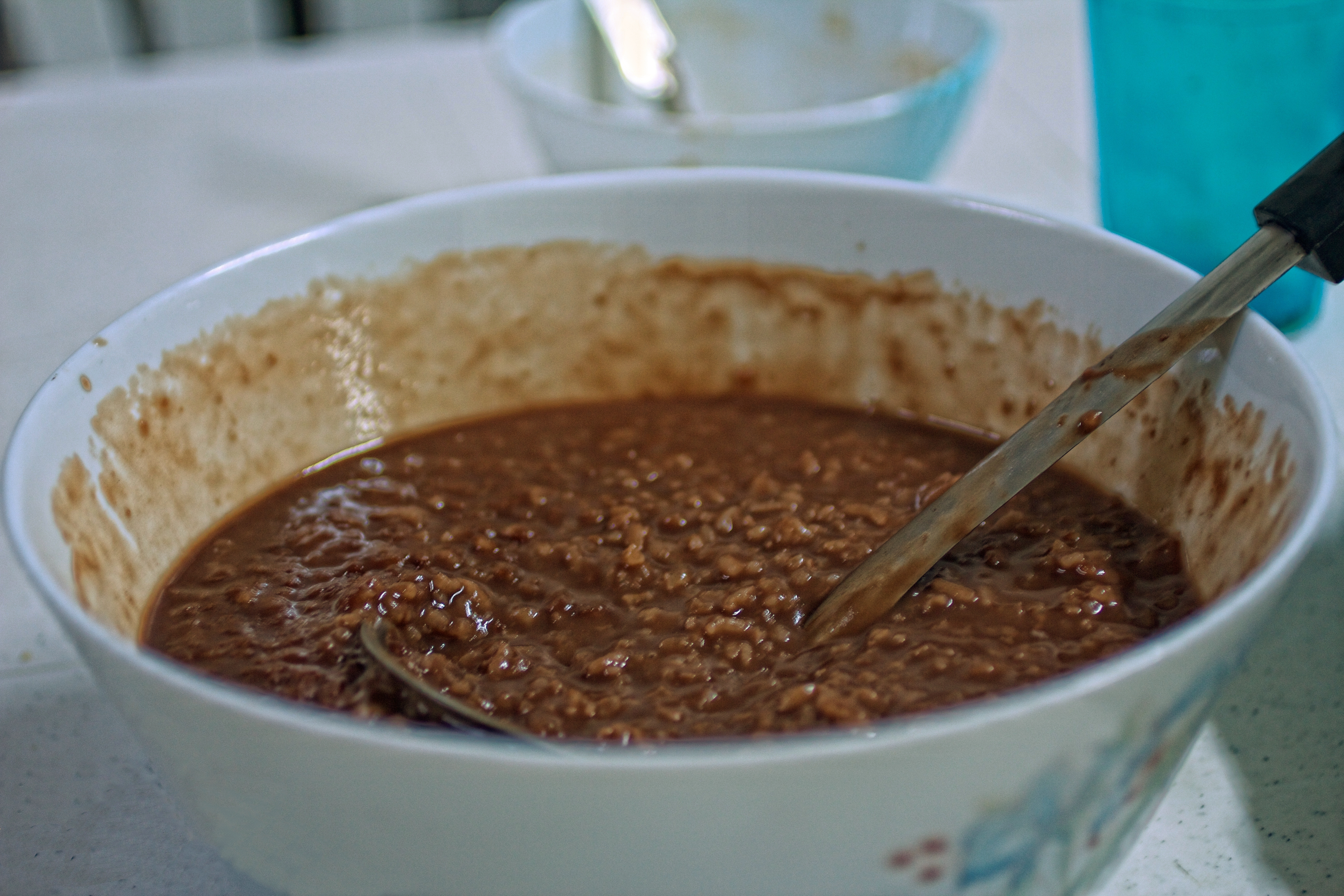
Aux Philippines, le champorado est un riz au lait manifestement chocolaté.

En Inde, au Gujarat, le દૂધપાક (Dūdhapāka) avec noix et safran, गुड़’एर पाएश (gud’er paesh) du Bengale, au sucre brut de canne et de palmier jaggery, aromatisé à la cardamome et pistaches. Le खीर) (kheer) indien, bengali পায়েস (pāẏēsa), singhalais පායාසම් (pāyāsam), tamoul பாயசம் (pāyācam), népalais खिर (khira) se décline avec de nombreux condiments, dont noix de coco râpée, noix de cajou : kheer est un terme général la céréale peut être du boulghour, du millet, du maïs mais encore du tapioca, des vermicelles. Le කිරිබත් (kiribat) du Sri Lanka se fait au lait de coco.
En Inde, lors de fêtes du Pongal, le ಪೊಂಗಲ್ (Poṅgal) est le nom d'un riz qui existe sous deux formes dont une au lait ou pongal doux (renflé au lait, avec noix de cajou, curcuma, pruneaux, amandes, dattes, cardamome, un verre de lait et du ghi) et une version épicée sans lait.
En Chine et au Japon le riz au lait est le riz au lait européen[réf. nécessaire]. Aux Philippines le champurrado, tsamporado (de l'espagnol champurrado, boisson au chocolat et à la cannelle) au chocolat.

#### Asie centrale et occidentale

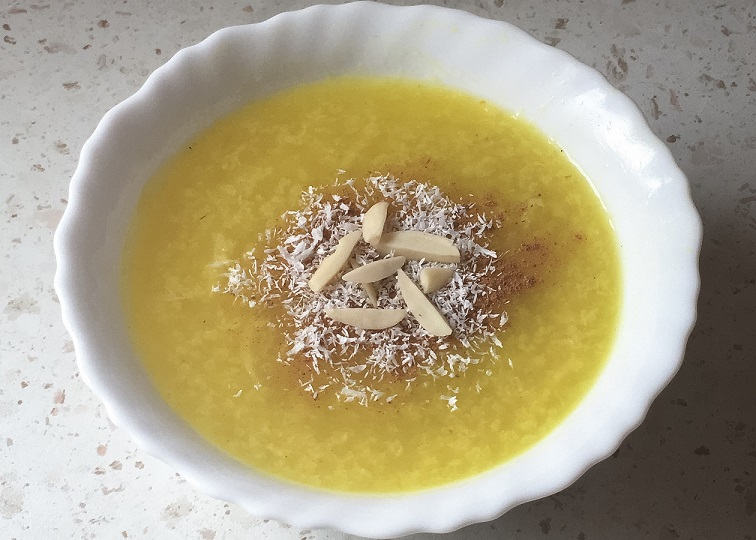
Riz au lait perse au safran et à l'eau de rose, un plat de fête.

Au Liban moghli avec anis, carvi et cannelle. En Turquie, il est appelé Sütlaç, parfumé au sucre vanillé et au Sakizli  (mastic: Oléorésine jaunâtre à l'odeur de pin), cuit au four et peut être nappé de pekmez (mélasse de fruits d'automne). Dans les pays arabes muhalibiyya est un terme plus général que riz au lait qui inclut les préparations à base de farine, mais le grand classique à retenir est l'eau de rose. En Iran le shellah zard شله‌زرد  (ʃʊllə zærd) est un riz au lait servi froid, assaisonné de safran, parfumé à l'eau de rose et à la cardamome, garni de cannelle, d'amandes et de pistaches servi pour les fêtes du tirgan et ramadan,.

### Europe
Cannelle et sucre sont appréciés par les Méditerranéens. En Italie, le zeste de citron (parfois d'orange ou fleurs d'oranger confites pour la décoration) est ajouté à la cuisson, ou l'anis étoilé,,. Les zestes de citron également en Galice, en Catalogne (Arròs i llet) et au Portugal où on rencontre parfois du clou de girofle.
Au Danemark, en Suède, en Islande, en Finlande, en Norvège et aux îles Féroé , le riz au lait avec cannelle et fruits sylvestres fait partie du déjeuner typique de veille de Noël. En Russie Лапа (lapa) est servi avec des graines de pavot.
Dans les créations pâtissières : riz au lait meringué (Elizabeth Wolf-Cohen).

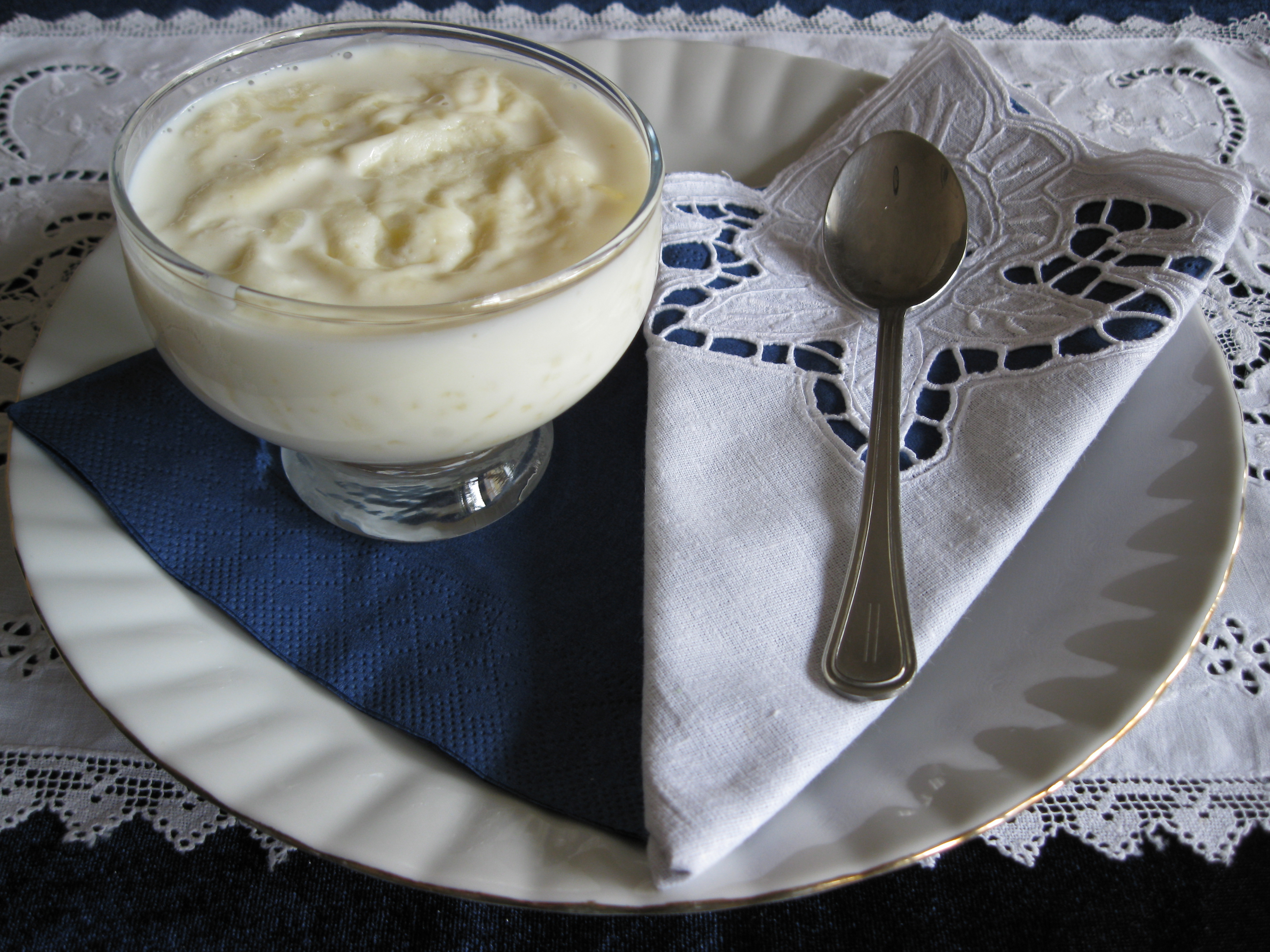
Tambëloriz ou sultjash, riz au lait albanais (cannelle, noix, raisins sec.

#### Le riz au lait à la base du gâteau de riz
Le riz au lait moulé et cuit au four après avoir été lié avec de l'œuf (blanc monté en neige) donne un gâteau de riz ou pudding de riz. Le riz au lait est versé dans une terrine cuit 1 h (jusqu'à 3 h 30 selon certaines sources) à 150 °C chaleur statique,,. La teurgoule normande se cuit 5 h au four. On l'assouplit en incorporant de la crème Chantilly au riz au lait refroidi.

#### Le riz au lait et le riz au gras
« Il y a 20 ans vous eussiez pu lire sur le fronton des cafés cette immuable inscription : riz au lait et riz au gras, mets aujourd'hui tombé en désuétude » (1863). Le riz au gras est une cuisson comparable au riz au lait, en deux temps, sans sucre et avec un bouillon gras au lieu du lait. En fin de cuisson on ajoute du beurre et de la muscade. Il est servi chaud, « ni trop épais, ni trop clair » et était rangé dans les potages,,.

## Variantes

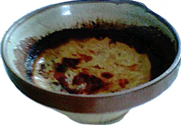
Teurgoule normande cuite dans le plat traditionnel.
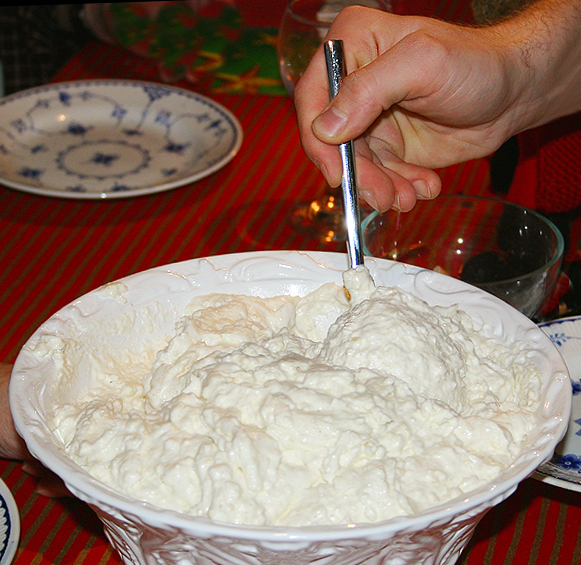
Risalamande d'un repas traditionnel de Noël au Danemark.
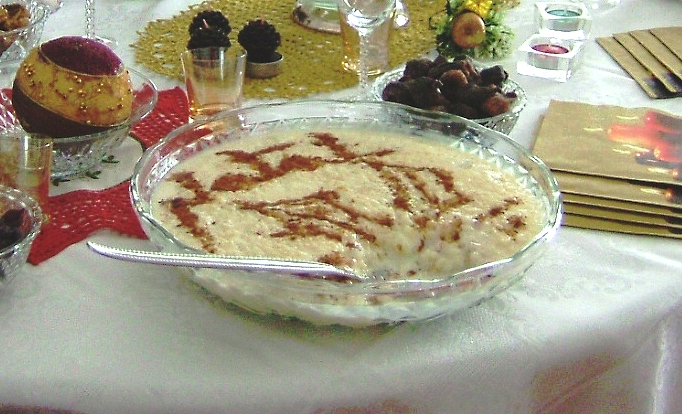
Arroz doce d'un repas traditionnel de Noël, au Portugal.
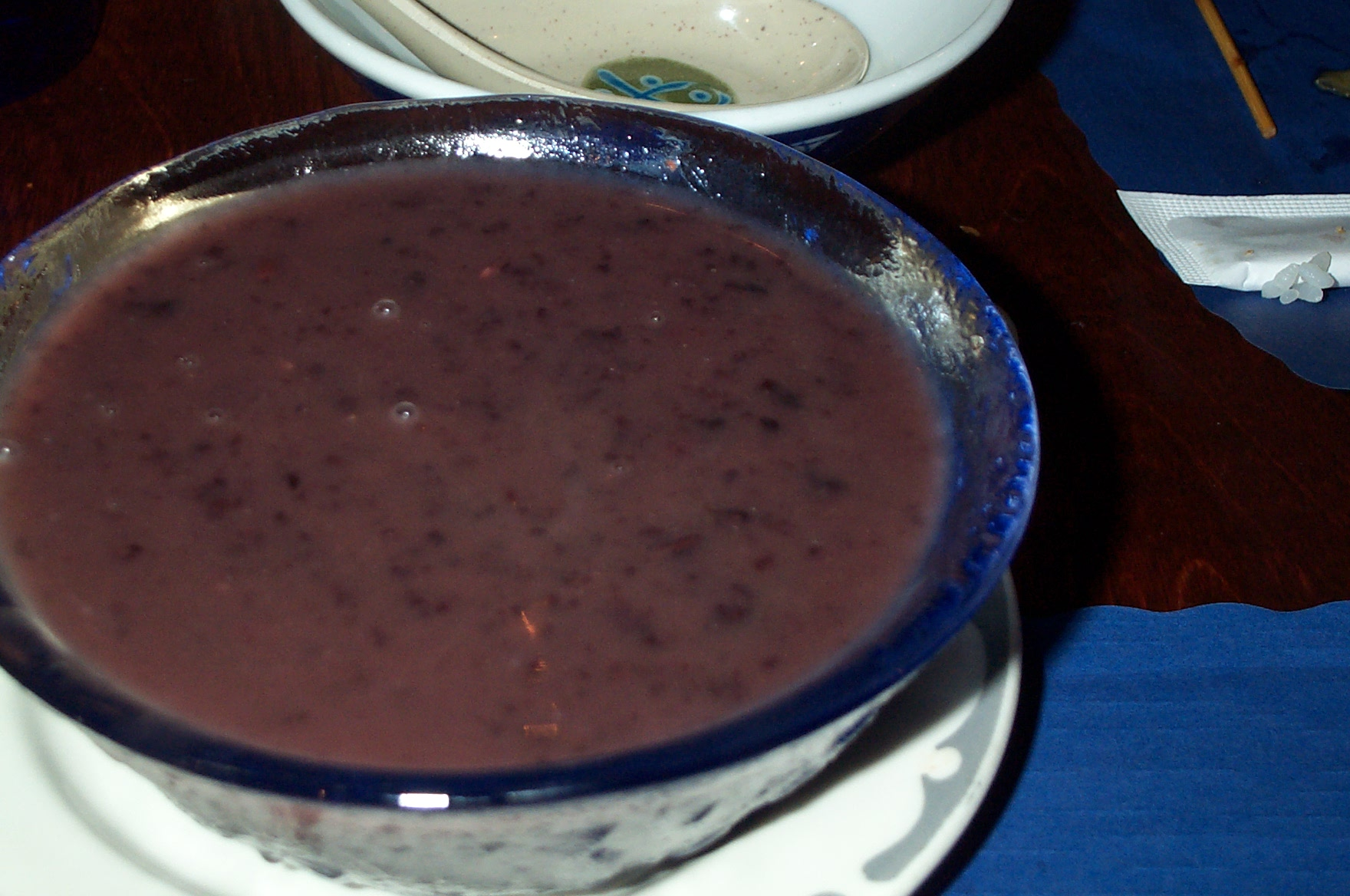
Bubur ketan hitam malais.
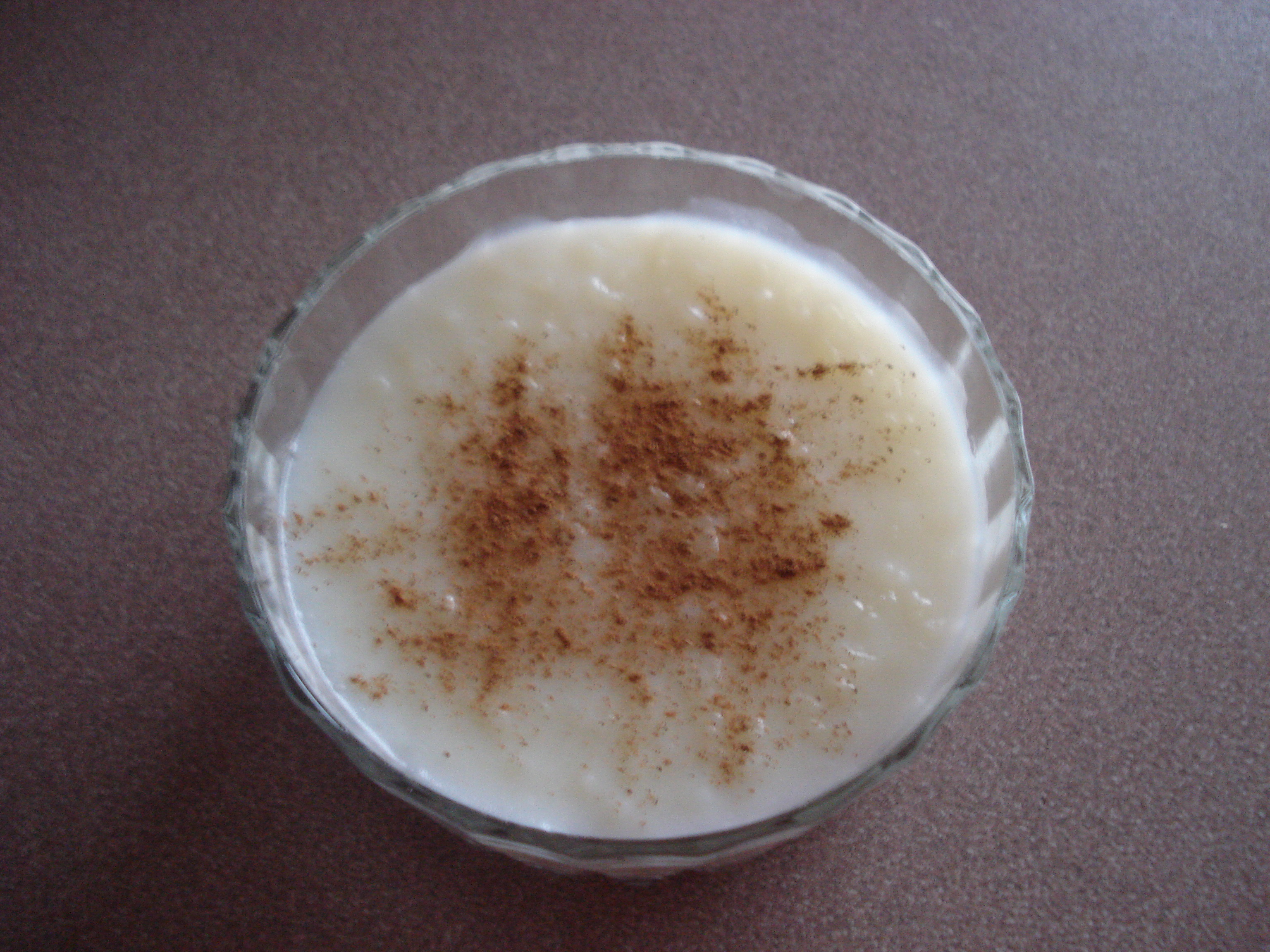
Sütlaç turc, plat populaire de la cuisine turque.
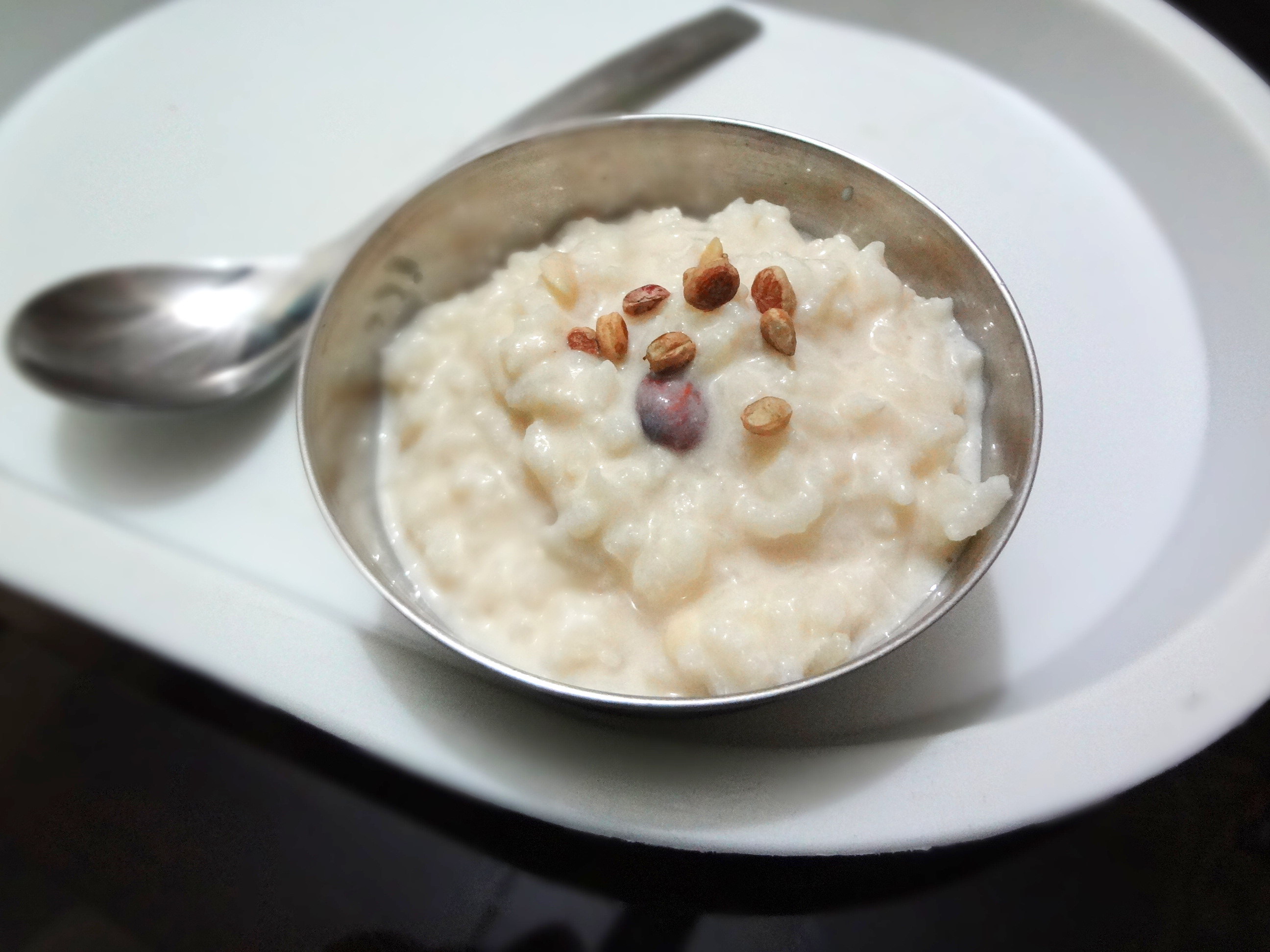
Kheer indien, un plat remontant à l'Antiquité.
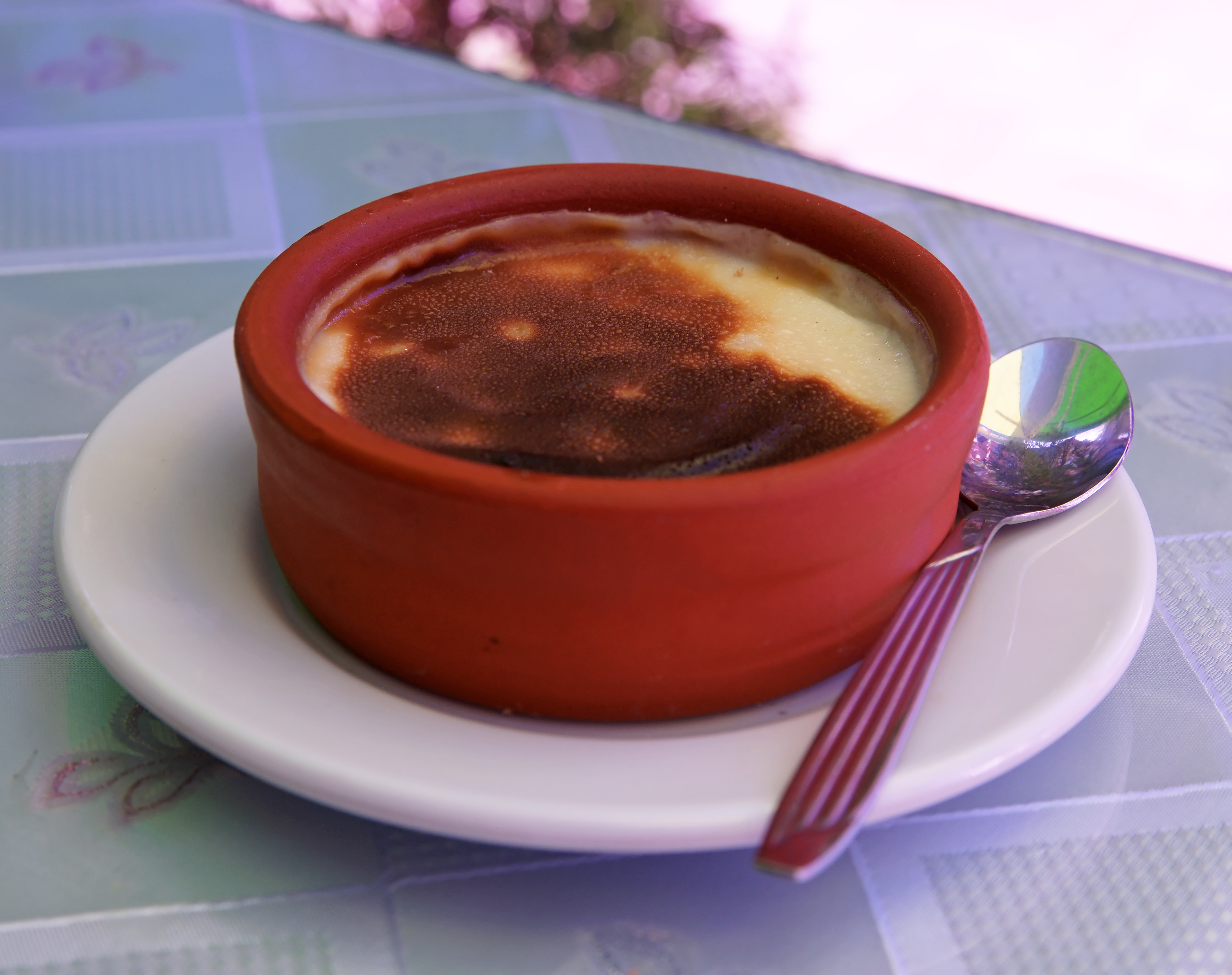
Firinda sütlaç (Turquie)
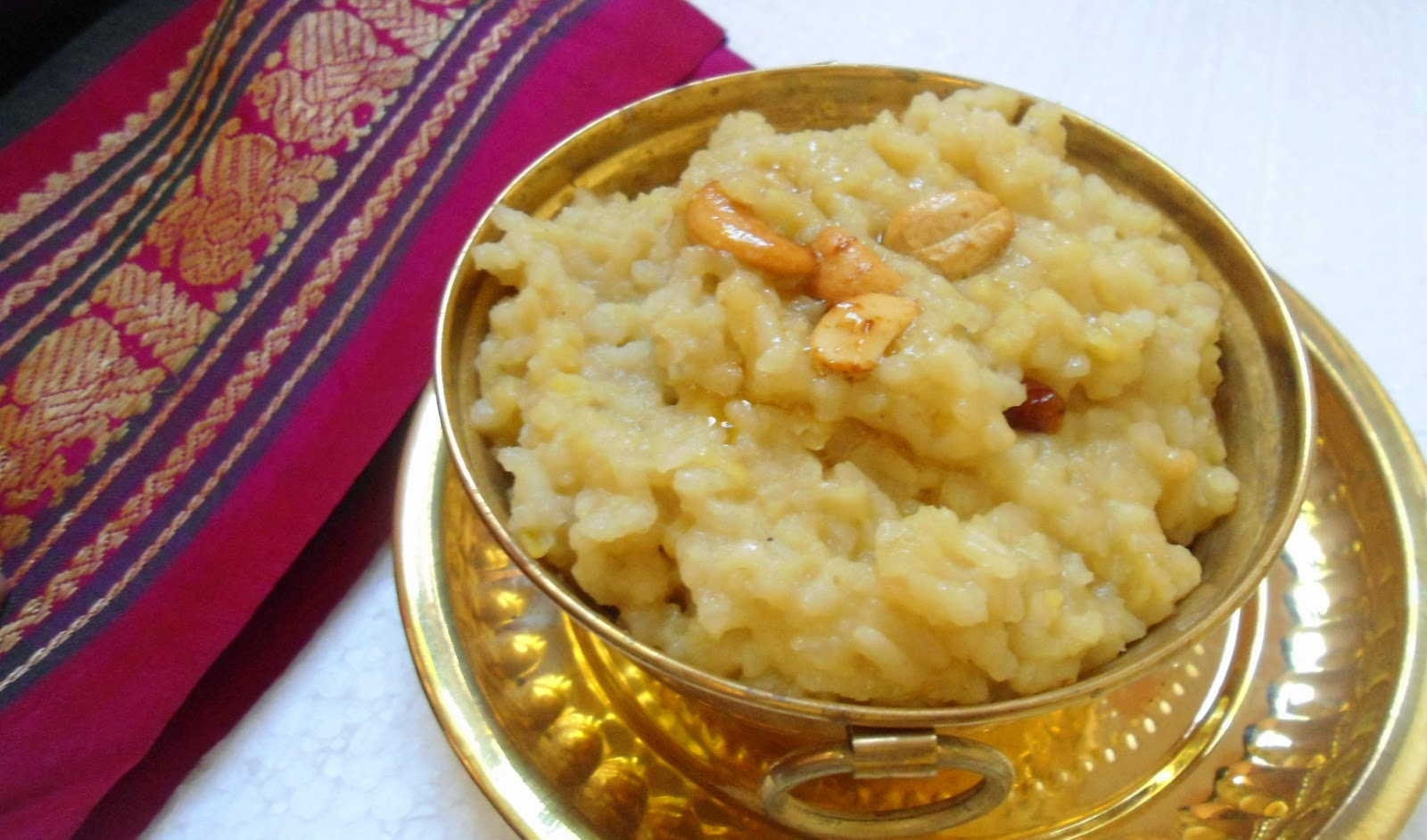
Sarkarai Pongal tamoul préparé pendant la fête des récoltes de Tamilnadu.
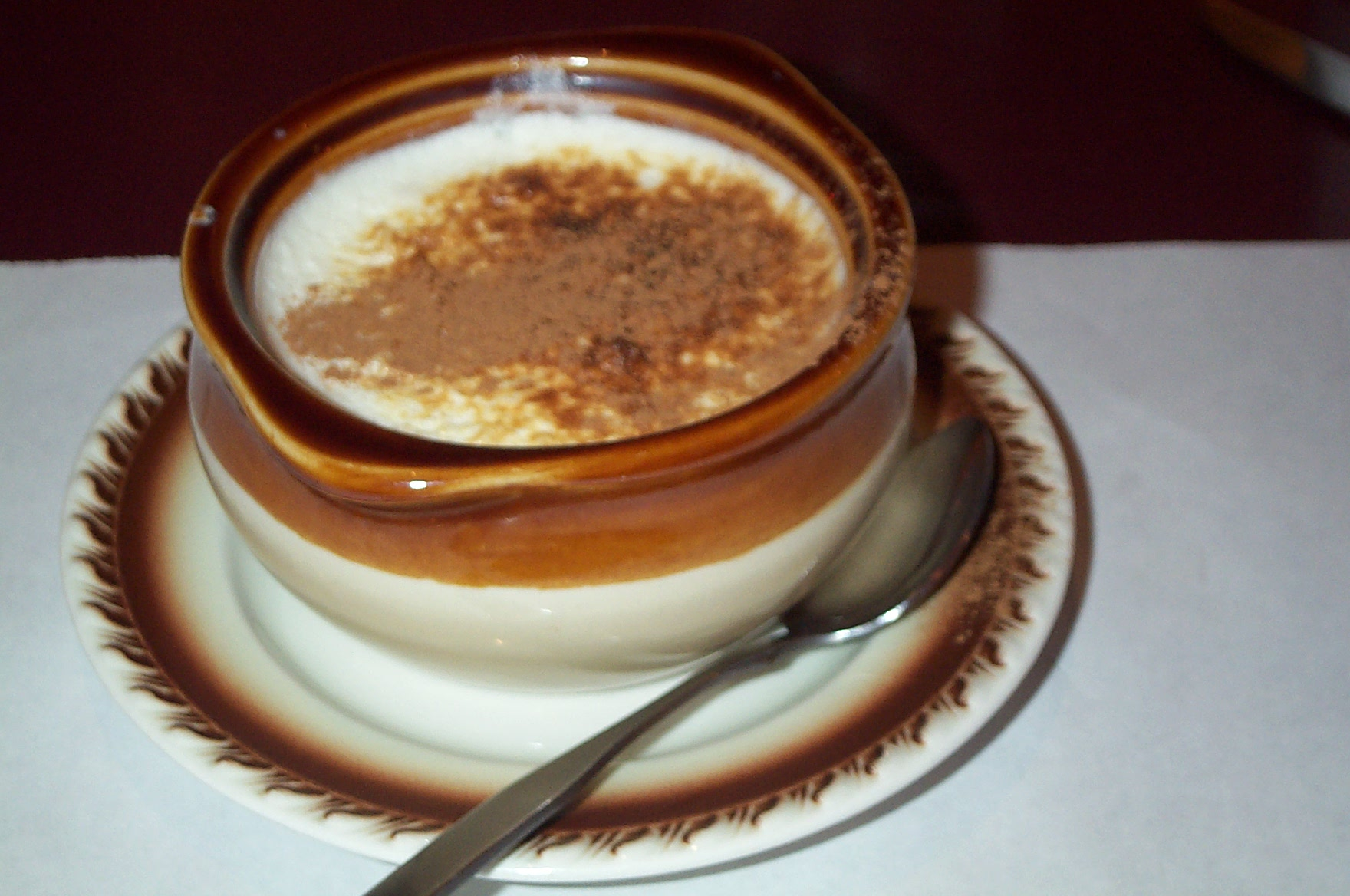
Ри́совий пу́динг ukrainien.

## Voir aussi

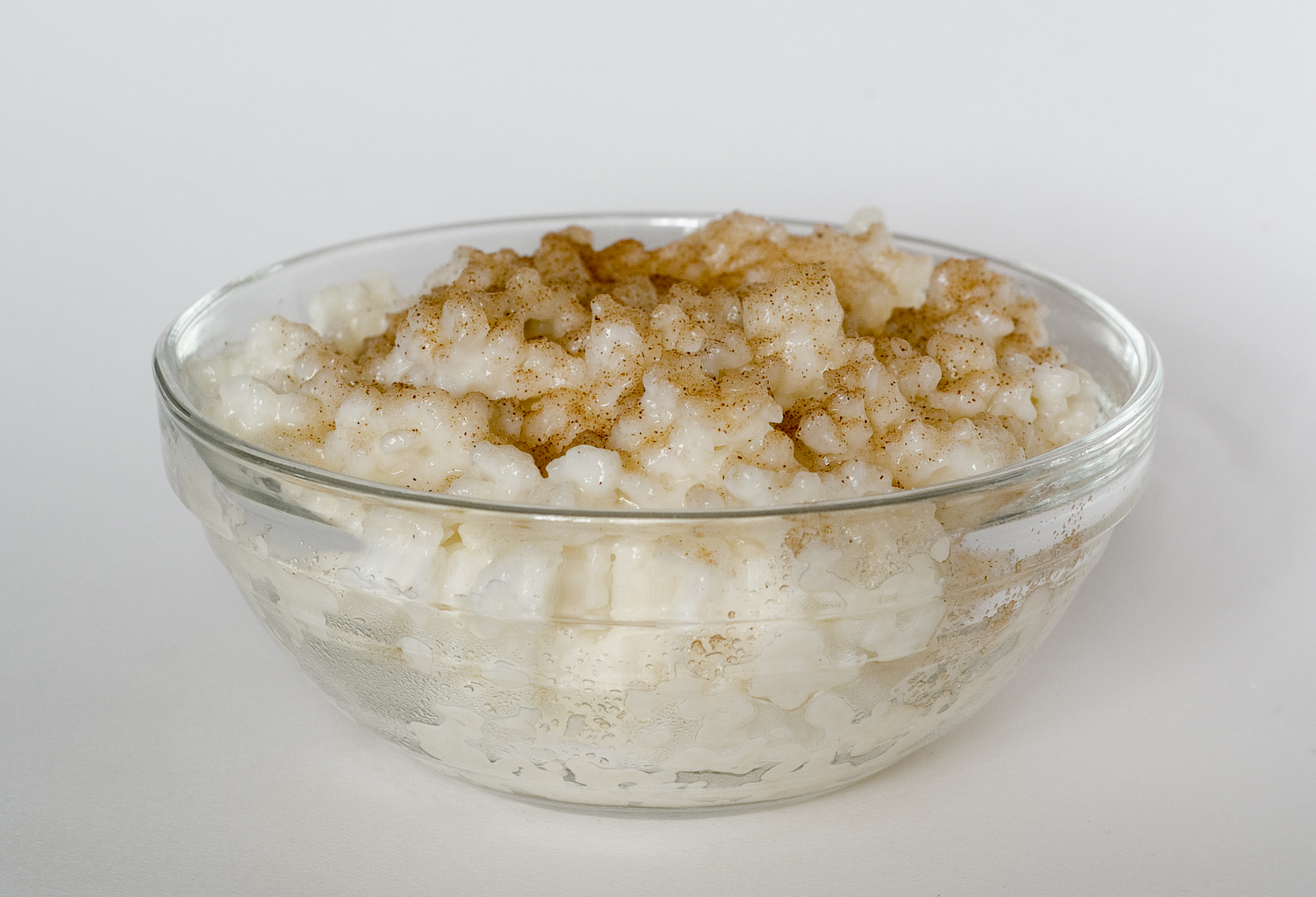
Şîrbirinc, şîrizmok, şorbeşîrîn, şorbeşîr, gulol (kurde).

### Anthologie
- Pierre Bourdieu, La Distinction: Critique sociale du jugement[94].

« ... la constance apparente des produits cache la diversité des usages sociaux qui sont faits, nombre d’enquêtes de consommation leur appliquent des taxinomies qui, tout droit sorties de l’inconscient social des statisticiens, rassemblent ce qui devrait être séparé […] et séparent ce qui pourrait être rassemblé […] : que dire, […] des variations de la consommation qui est faite de ces produits selon les classes sociales lorsque l’on sait que le seul « riz » cache le « riz au lait » ou le « 
riz au gras », plutôt populaires, le « riz au curry », plutôt «bourgeois» ou, plus précisément, « intellectuel », sans parler du « riz complet » qui évoque à lui seul tout un style de vie ? »

- Ask for love and they give you rice pudding (Demande de l'amour et tu reçois du riz au lait) est un roman à l'eau de rose de Bradford Angier et Barbara Corcoran (1977) histoire d'un gamin américain aisé aux amours hésitantes qui n'a rien fait pour glorifier le riz au lait aux États-Unis (non traduit)[95].Riz au lait d'amoureux.

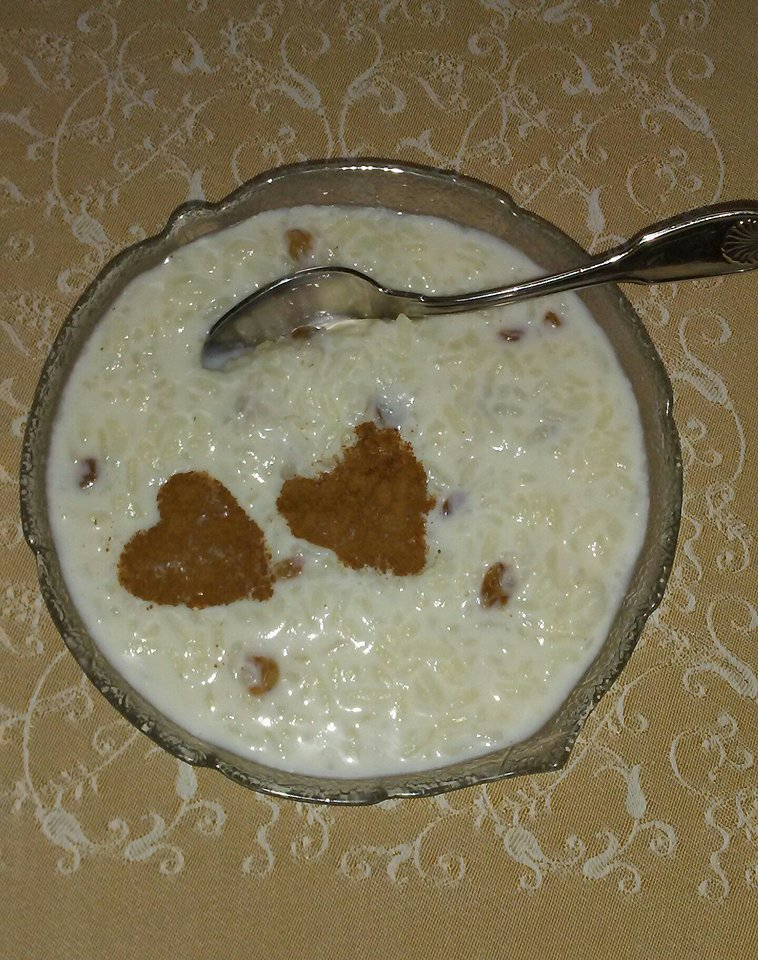
Riz au lait d'amoureux.

- Le vent dans les moulins. Camille Lemonnier (1901)[96],[97],[98].

« Tout le monde tenait dans les mains des écuelles de riz au lait et en raclait le fond avec des cuillères d'étain. L'enfant aussi, assis sur une botte de paille près du chat, mangeait dans une petite écuelle. Et constamment la fraîche paysanne allait de la cuisine à la cour, apportait des écuelles pleines entre ses bras nus. Il y avait bien là dix grandes bouches qui jamais ne se fermaient. Le riz descendait en boule, gonflait les cous. L'un à côté de l'autre, tous, debout, s'empâtaient comme des dindons... »

- La Mahajjâtakamàlâ dans Le Journal de la société asiatique. mai-juin 1912[99].

« Le potier l'ayant vu venir, joyeux, les mains jointes, lui rendit hommage avec empressement et l'invita à prendre place sur un siège pur. Puis avec son épouse, joyeux, plein de foi il vénéra le Bouddha et pour lui plaire lui donna un bol rempli de riz au lait sucré. Le Bouddha emportant ce bol par le chemin des airs, resplendissant, regagna rapidement son ermitage, mangea et se tint dans la méditation. Le voyant partir dans les airs, le potier stupéfait avec son fils et son épouse demeura longuement plein de joie à l'admirer. Il contempla, le cœur pénétré d'admiration et de sérénité, puis songeant au Bouddha il vécut avec sa femme dans le bien. »

### Quelques bonnes recettes
- Le vrai moyen de réussir le riz au lait (La Gazette provençale, 22 juin 1959)

#### Vidéos
- Un riz au lait avec cannelle, eau de rose, noix et pistache typique de l'Asie centrale (Afghanistan)
- À la libanaise avec lait en poudre, maïzena, eau de fleur d'oranger, mastic en larme de Chios, finition poudre de pistache
- À la fève de tonka (gout vanillé) et fruits rouges, cuisson classique, avec une crème anglaise, bien commentée - 35 min
- Riz au lait crémeux au Thermomix